# Tlapa de Comonfort

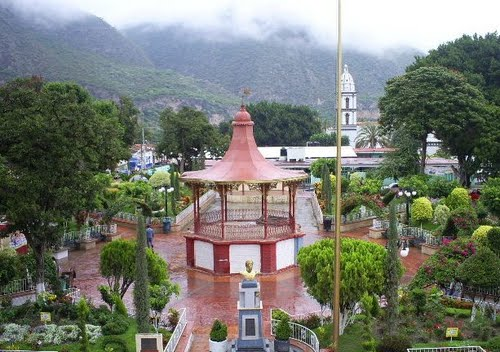
Quiosque no Zócalo

Tlapa de Comonfort é uma cidade do estado de Guerrero, no México.